# Bećir Omeragić
Bećir Omeragić (Ginevra, 20 gennaio 2002) è un calciatore svizzero di origine bosniaca, difensore del Montpellier, di cui è capitano, e della nazionale svizzera.

## Carriera

### Club
Dopo avere mosso i primi passi tra i professionisti con lo Zurigo, nell'estate 2023 viene acquistato dal Montpellier.

### Nazionale
Ha giocato nelle nazionali giovanili svizzere Under-15, Under-16, Under-17, Under-19 ed Under-21.
Nel 2020 ha esordito nella nazionale maggiore svizzera.

## Statistiche

### Presenze e reti nei club
Statistiche aggiornate al 12 gennaio 2025.
| Stagione           | Squadra            | Campionato         | Campionato | Campionato | Coppe nazionali | Coppe nazionali | Coppe nazionali | Coppe continentali | Coppe continentali | Coppe continentali | Altre coppe | Altre coppe | Altre coppe | Totale | Totale |
| Stagione           | Squadra            | Comp               | Pres       | Reti       | Comp            | Pres            | Reti            | Comp               | Pres               | Reti               | Comp        | Pres        | Reti        | Pres   | Reti   |
| ------------------ | ------------------ | ------------------ | ---------- | ---------- | --------------- | --------------- | --------------- | ------------------ | ------------------ | ------------------ | ----------- | ----------- | ----------- | ------ | ------ |
| 2018-2019          | Zurigo II          | PL                 | 12         | 0          | -               | -               | -               | -                  | -                  | -                  | -           | -           | -           | 12     | 0      |
| 2019-2020          | Zurigo II          | PL                 | 2          | 0          | -               | -               | -               | -                  | -                  | -                  | -           | -           | -           | 2      | 0      |
| 2022-2023          | Zurigo II          | PL                 | 1          | 0          | -               | -               | -               | -                  | -                  | -                  | -           | -           | -           | 1      | 0      |
| Totale Zurigo II   | Totale Zurigo II   | Totale Zurigo II   | 15         | 0          |                 | -               | -               |                    | -                  | -                  |             | -           | -           | 15     | 0      |
| 2018-2019          | Zurigo             | SL                 | 5          | 0          | CS              | 0               | 0               | UEL                | 0                  | 0                  | -           | -           | -           | 5      | 0      |
| 2019-2020          | Zurigo             | SL                 | 19         | 0          | CS              | 2               | 0               | -                  | -                  | -                  | -           | -           | -           | 21     | 0      |
| 2020-2021          | Zurigo             | SL                 | 29         | 0          | CS              | 1               | 0               | -                  | -                  | -                  | -           | -           | -           | 30     | 0      |
| 2021-2022          | Zurigo             | SL                 | 27         | 0          | CS              | 2               | 0               | -                  | -                  | -                  | -           | -           | -           | 29     | 0      |
| 2022-2023          | Zurigo             | SL                 | 23         | 0          | CS              | 2               | 0               | UCL+UEL            | 1+2                | 0                  | -           | -           | -           | 28     | 0      |
| Totale Zurigo      | Totale Zurigo      | Totale Zurigo      | 103        | 0          |                 | 7               | 0               |                    | 3                  | 0                  |             | -           | -           | 113    | 0      |
| 2023-2024          | Montpellier        | L1                 | 28         | 0          | CF              | 3               | 1               | -                  | -                  | -                  | -           | -           | -           | 31     | 1      |
| 2024-2025          | Montpellier        | L1                 | 12         | 0          | CF              | 1               | 0               | -                  | -                  | -                  | -           | -           | -           | 13     | 0      |
| Totale Montpellier | Totale Montpellier | Totale Montpellier | 40         | 0          |                 | 4               | 1               |                    | -                  | -                  |             | -           | -           | 44     | 1      |
| Totale carriera    | Totale carriera    | Totale carriera    | 158        | 0          |                 | 11              | 1               |                    | 3                  | 0                  |             | -           | -           | 172    | 1      |

### Cronologia presenze e reti in nazionale
| Cronologia completa delle presenze e delle reti in nazionale ― Svizzera | Cronologia completa delle presenze e delle reti in nazionale ― Svizzera | Cronologia completa delle presenze e delle reti in nazionale ― Svizzera | Cronologia completa delle presenze e delle reti in nazionale ― Svizzera | Cronologia completa delle presenze e delle reti in nazionale ― Svizzera | Cronologia completa delle presenze e delle reti in nazionale ― Svizzera | Cronologia completa delle presenze e delle reti in nazionale ― Svizzera | Cronologia completa delle presenze e delle reti in nazionale ― Svizzera |
| Data                                                                    | Città                                                                   | In casa                                                                 | Risultato                                                               | Ospiti                                                                  | Competizione                                                            | Reti                                                                    | Note                                                                    |
| ----------------------------------------------------------------------- | ----------------------------------------------------------------------- | ----------------------------------------------------------------------- | ----------------------------------------------------------------------- | ----------------------------------------------------------------------- | ----------------------------------------------------------------------- | ----------------------------------------------------------------------- | ----------------------------------------------------------------------- |
| 7-10-2020                                                               | San Gallo                                                               | Svizzera                                                                | 1 – 2                                                                   | Croazia                                                                 | Amichevole                                                              | -                                                                       |                                                                         |
| 11-11-2020                                                              | Heverlee                                                                | Belgio                                                                  | 2 – 1                                                                   | Svizzera                                                                | Amichevole                                                              | -                                                                       | 75’                                                                     |
| 14-11-2020                                                              | Basilea                                                                 | Svizzera                                                                | 1 – 1                                                                   | Spagna                                                                  | UEFA Nations League 2020-2021 - 1º turno                                | -                                                                       | 84’                                                                     |
| 3-6-2021                                                                | San Gallo                                                               | Svizzera                                                                | 7 – 0                                                                   | Liechtenstein                                                           | Amichevole                                                              | -                                                                       |                                                                         |
| 26-3-2024                                                               | Dublino                                                                 | Irlanda                                                                 | 0 – 1                                                                   | Svizzera                                                                | Amichevole                                                              | -                                                                       | 80’                                                                     |
| 5-9-2024                                                                | Copenaghen                                                              | Danimarca                                                               | 2 – 0                                                                   | Svizzera                                                                | UEFA Nations League 2024-2025 - 1º turno                                | -                                                                       | 65’                                                                     |
| 8-9-2024                                                                | Ginevra                                                                 | Svizzera                                                                | 1 – 4                                                                   | Spagna                                                                  | UEFA Nations League 2024-2025 - 1º turno                                | -                                                                       |                                                                         |
| Totale                                                                  |                                                                         | Presenze                                                                | 7                                                                       |                                                                         | Reti                                                                    | 0                                                                       |                                                                         |

## Palmarès

### Competizioni nazionali
- Campionato svizzero: 1

Zurigo: 2021-2022